# Joseph und seine Brüder
José e seus irmãos (Joseph und seine Brüder) é um romance em quatro partes de Thomas Mann, escrito ao longo de 16 anos. Mann reelabora as histórias familiares do Génesis, de Jacob a José (capítulos 27-50), enquadrando-as no contexto histórico do Período de Amarna. A tetralogia consiste em:
- A história de Jacob (Die Geschichten Jaakobs) - escrita de Dezembro de 1926 a Outubro de 1930, correspondendo ao Génesis 27–36;
- O jovem José (Der junge Joseph) - escrita de Janeiro de 1931 a Junho de 1932, correspondendo ao Génesis 37,
- José no Egito (Joseph in Ägypten) - escrita de Julho de 1932 a 23 August de 1936, correspondendo ao Génesis 38–40;
- José, o Provedor (Joseph, der Ernährer) - escrita de 10 de Agosto de 1940 a 4 de Janeiro de 1943, correspondendo ao Génesis 41–50.

Mann considerou-a a sua maior obra. Para o escritor Joseph Epstein, "José e seus irmãos é uma façanha assombrosa — um livro em que um artista, com mestria e acima de tudo através da imaginação, fez o regresso ao passado e imergiu-se na cultura dos judeus bíblicos e na cultura mais refinadamente exótica dos antigos egípcios".

## Temas

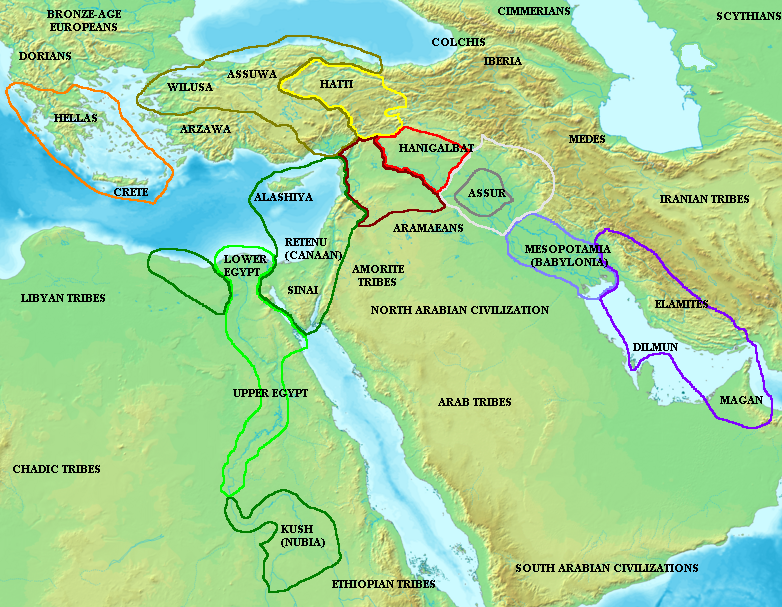
Mapa do Antigo Oriente durante o Período de Amarna, mostrando as grandes potências da época: Egito (verde), Hititas/Hati (amarelo), o Reino Cassita da Babilónia (roxo), Assíria (cinza) e Mitani (vermelho). As áreas limitadas pelo traço mais claro correspondem a controlo directo, e pelo traço escuro representam as esferas de influência. A extensão da Civilização Micénica (Aqueus) é mostrada a laranja

A apresentação por Mann do Médio Oriente Antigo e das origens do judaísmo foi influenciada pela obra Das Alte testamento im Lichte des Alten Orientes (O Antigo Testamento à luz do Antigo Oriente) de Alfred Jeremias, de 1904, que enfatizava a influência da mitologia da Babilónia na criação do Génesis, e pela obra de Dmitry Merezhkovsky.
A obra de Micha Josef Berdyczewski, Die Sagen der Juden (Contos dos judeus), publicada em Frankfurt em 1914 sob o pseudónimo de Bin Gurion, foi também uma importante fonte para a obra de Mann; Berdyczewski escreveu a sua própria versão romanceada da história, também intitulada José e os seus Irmãos, publicada em 1917 e que, segundo Ruth Franklin, Mann também consultou.
Mann situa a história no século XIV a.C. e atribui a Aquenáton o faraó que faz de José o seu vice-regente. Atribui a José a idade de 28 anos quando da ascensão de Aquenáton a faraó, o que significaria que teria nascido em ca. 1380 a.C. na usual cronologia egípcia, e Jacob em meados dos anos 1 420 a.C. Nos outros governantes contemporâneos mencionados incluem-se Tusserata, rei de Mitani, e Supiluliuma I, rei dos hititas.
Um tema dominante do romance é a exploração por Mann da posição da mitologia e da sua representação na mentalidade do final da Idade do Bronze no que se refere a verdades míticas e ao surgimento do monoteísmo. Os acontecimentos da história do Génesis são frequentemente associados e identificados com outros temas míticos.
Na obra, é nuclear a noção de mundo inferior e a mítica descida ao mundo inferior. A estada de Jacob na Mesopotâmia (escondendo-se da ira de Esaú) está em paralelo com a vida de José no Egito (exilado pelo ciúme de seus irmãos) e, em menor escala, com o seu cativeiro no poço; estes são a seguir comparados à "descida ao inferno" de Inana-Istar-Deméter, ao Mito de Tammuz da Mesopotâmia, ao cativeiro judaico na Babilónia, bem como à descida ao inferno de Jesus Cristo.
Abraão é repetidamente apresentado como o homem que "descobriu Deus" (um Hanife, ou cultor do monoteísmo). A Jacob, enquanto herdeiro de Abraão, é atribuído ter desenvolvido esta descoberta. José fica surpreso ao descobrir que Aquenáton segue no mesmo sentido (apesar de Aquenáton não ser a "pessoa certa" para esse caminho), e o sucesso de José junto do Faraó é em grande parte devido à simpatia deste pela teologia "abraâmica". Uma tal conexão entre o proto-judaísmo e o atonismo tinha sido sugerida antes de Mann, tendo o mais famoso sido Sigmund Freud no seu Moisés e o monoteísmo , publicado em 1939, pouco antes de Mann ter começado a trabalhar na quarta parte da tetralogia — embora nesta última parte da obra de Mann, Aquenáton é postulado como o Faraó do Êxodo contemporâneo de Moisés , enquanto na sua novela "Das Gesetz" (As Tábuas da Lei) de 1944, atribui a Ramessés II esse papel.

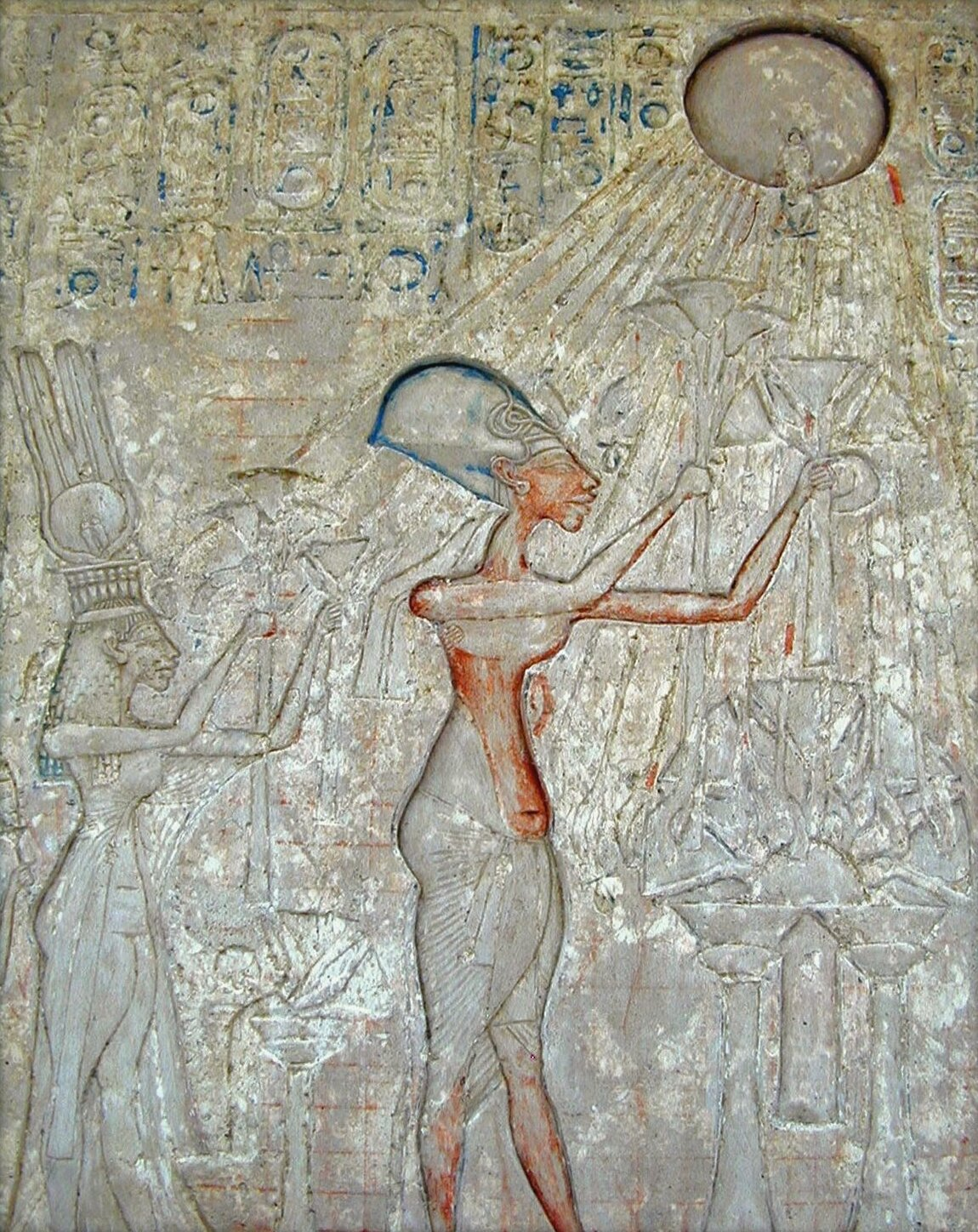
O faraó Aquenáton e a sua família adorando Aton

Quando é salvo do poço e vendido para o Egito, José adopta um novo nome, Osarsefe, substituindo o elemento Yo (Jo) por uma referência a Osíris para indicar que está agora no submundo/mundo inferior. Esta mudança de nome, para dar conta da mudança das circunstâncias, incentiva Amen-hotep a alterar o seu nome para Aquenáton.
A tetralogia conclui-se com um relato detalhado da famosa Bênção por Jacob dos seus filhos e das suas tribos, e da morte e funeral dele. Os personagens de cada um dos irmãos são determinados pelos epítetos retirados do texto da Bênção de Jacob (Génesis) a partir dos detalhes; assim, Rúben é "turbulento como as águas" (e associado a Aquário por Jacob). Simeão e Levi são conhecidos como os "gémeos" (e associados a Gémeos), embora estejam há um ano separados, sendo retratados como agressores violentos. Judá, que é leão em hebraico e daí (Leão em astrologia), herda a bênção de Abraão dado que Jacob retira aos seus irmãos mais velhos o direito de primogenitura. Zebulom mostra predileção por fenícios e navegação. Jacob apelida de burro ao "ossudo" Issacar para evocar Aselo do nome latino dos conjuntos estelares γ e δ da constelação do Caranguejo. Dã é de espírito vivo e "adequado para juiz" (Balança). Aser gosta de guloseimas. José é abençoado por Jacob no seu aspecto dual de macho ( Dumuzi, deus da semente e da colheita), com referência ao Touro, e feminino (dado que para Jacob a sua amada Raquel vive em José e na sua afinidade com a terra que nos alimenta), com referência a Virgem. Quando chega a Benjamin as forças de Jacob estão a acabar, e com o seu último suspiro ele compara incoerentemente o seu filho mais novo a um lobo, em parte por causa de Lúpus no Escorpião.
Segundo Ruth Franklin, "Mann considerava que para o romance ser convincente, em "todos os seus detalhes", não poderia abandonar por completo as armadilhas do quotidiano, pelo contrário, tinha de as usar para alicerçar o fundamento mítico da história - o que ele chamou de "die Fleischwerdung des Mythos", a transformação do mito em carne".

## Três acontecimentos famosos

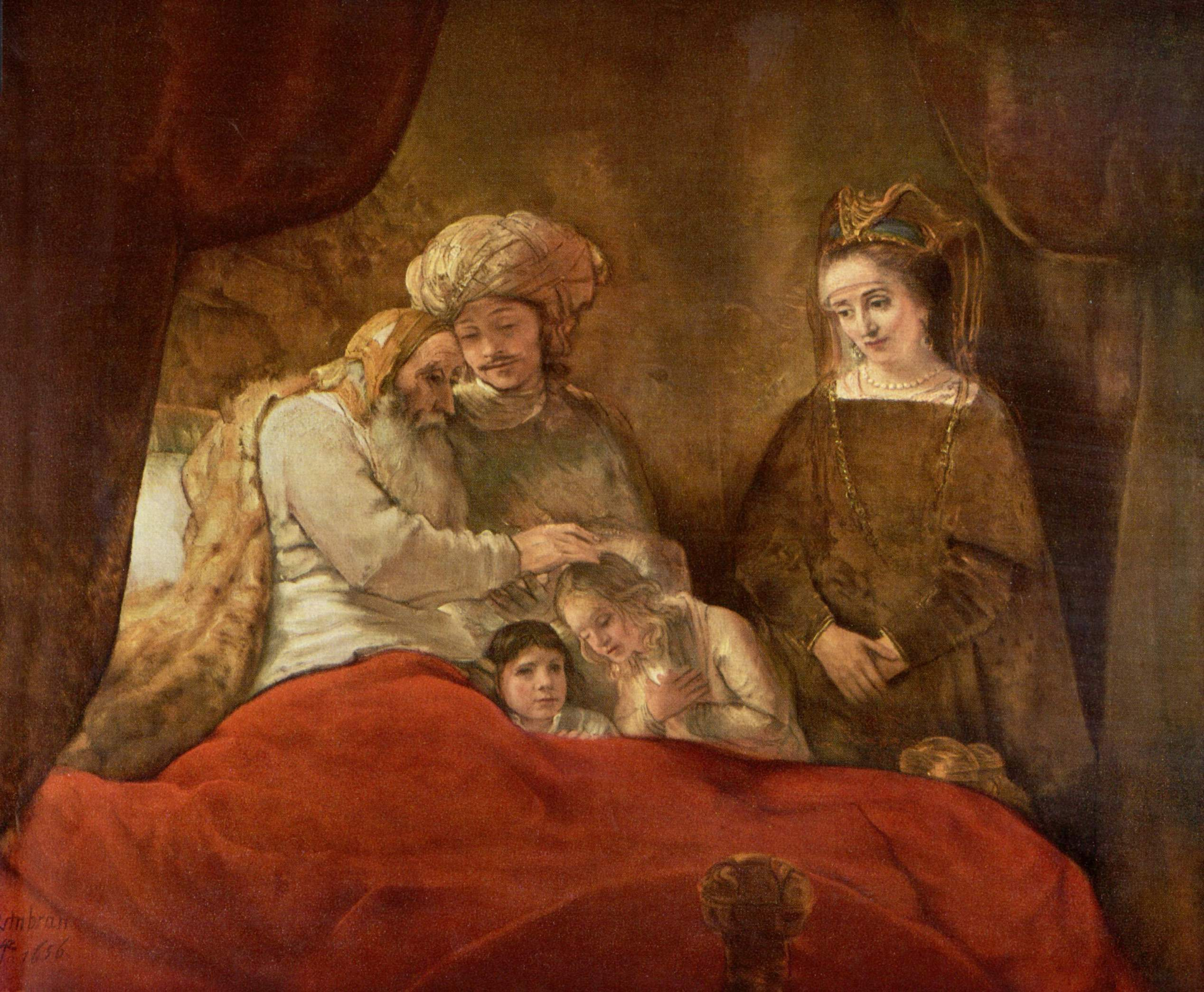
Jacó abençoa primeiro o segundo filho de José, Rembrandt, 1656

Ao longo do romance, o autor descreve três acontecimentos retratados por pintores famosos no decurso dos últimos séculos, nomeadamente:
1. Jacob abençoa o segundo filho de José (tal como o próprio Jacob tinha sido abençoado por seu pai Isaac em vez do seu irmão gémeo Esaú);
2. José é vendido pelos seus irmãos (a mercadores árabes que vão para o Egito), e
3. a esposa de Potifar, general do exército (ou, noutras versões, capitão da guarda do faraó) tenta seduzir José, mas este recusa e foge deixando para trás o seu manto.

Estes três eventos estão representados na galeria ao lado.

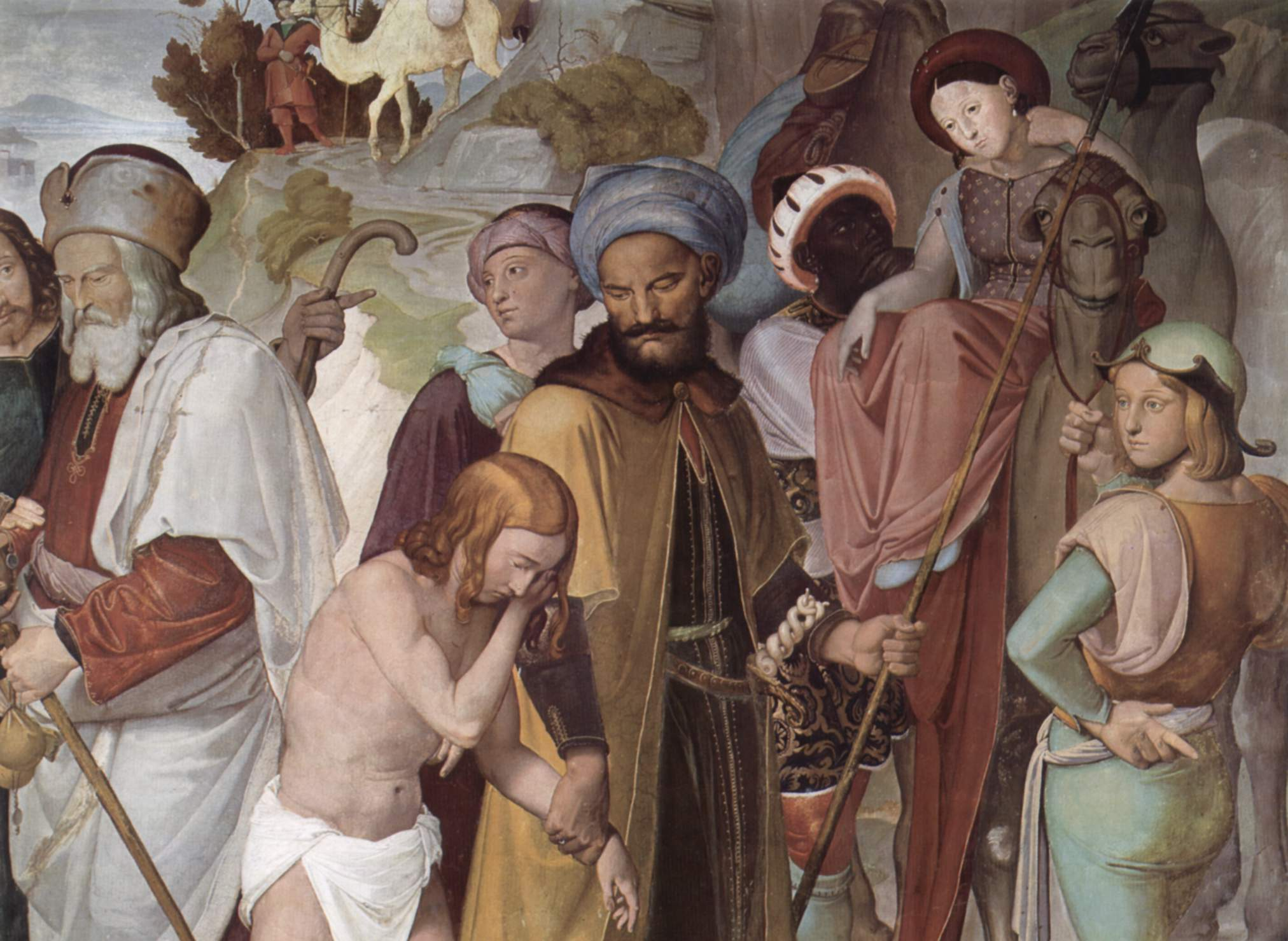
José é vendido pelos seus irmãos, Friedrich Overbeck, 1816-17

O pintor contemporâneo Richard Rappaport realizou um conjunto de três pinturas inspirado na sua leitura de José e seus Irmãos de Mann. Uma das pinturas, José acusado (1971), retrata o último dos acontecimentos atrás referidos, apontando a explicação iconográfica do seu simbolismo para o tema subjacente a Mann: "Estranho numa terra Estranha", comparando-se com o crescente anti-semitismo na Alemanha durante a ascensão do nazismo no tempo em que Mann escrevia a sua obra.

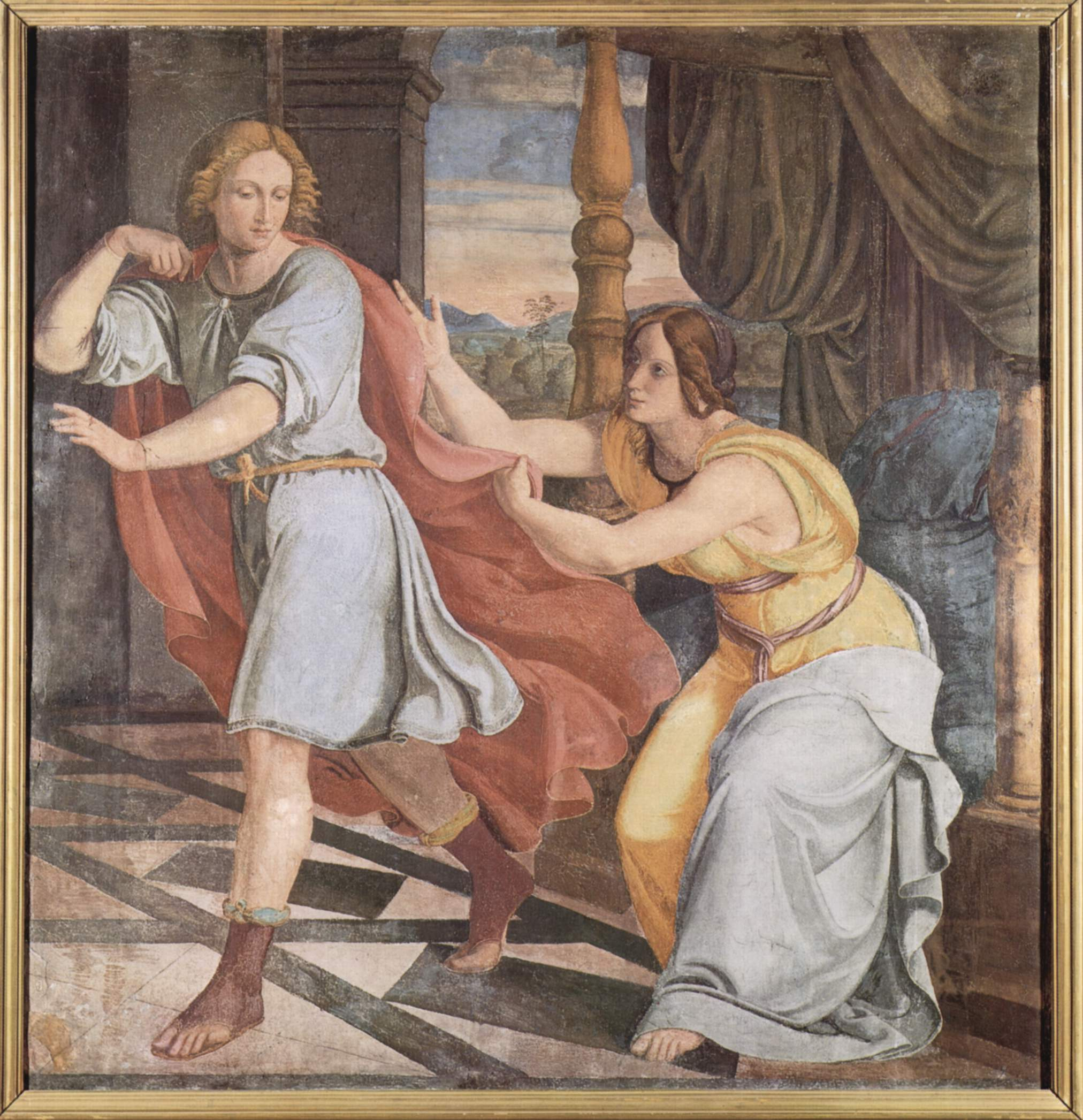
José fugindo da mulher de Potifar, Philipp Veit 1816-17

## Edições
- Die Geschichten Jaakobs. S. Fischer Verlag, Frankfurt am Main. ISBN 3-596-29435-5
- Der junge Joseph. S. Fischer Verlag, Frankfurt am Main. ISBN 3-10-048230-1
- Joseph in Ägypten. S. Fischer Verlag, Frankfurt am Main. ISBN 3-10-048232-8
- Joseph der Ernährer. S. Fischer Verlag, Frankfurt am Main. ISBN 3-10-048233-6

Em italiano
- Giuseppe e i suoi fratelli, tradução de Bruno Arzeni, 2006, editor: Arnoldo Mondadori Editore, Coleção: Oscar grandi classici, Páginas: 2405, ISBN: 88-04-55179-8

Em português:
- José e seus Irmãos (Volume 1), 1972, tradução de Elisa Lopes Ribeiro, Páginas: 334, Editor: Livros do Brasil, ISBN:  9789723805598, Coleção: Dois Mundos.
- José e seus Irmãos (Volume 1), 2003, tradução cedida por Livros do Brasil, Páginas: 320, Editor: Bibliotex Editor - jornal Diário de Noticias, ISBN:  84-96180-16-6.

## Nota
- Este artigo foi inicialmente traduzido, total ou parcialmente, do artigo da Wikipédia em inglês cujo título é «Joseph and His Brothers».